# Étienne Echbock
Étienne Echbock est un chef micmac ayant vécu au XVIIIe siècle à Pokemouche. 
Étienne Echbock servit de guide à Roderick MacKenzie lors de son raid contre la population acadienne. Il accusa plus tard Gamaliel Smethurst, qu'il retenait prisonnier, d'avoir comploté cet événement, mais le laissa partir.
Une pointe située à Bathurst s'appelait la pointe Abshaboo, probablement en son honneur.